# Онодраг
Онодраг або Анадрог (*д/н — до 1040) — князь-співолодар Ободрицького союзу у 1028 — до 1040 року.

## Життєпис
Походив з роду князів племені вагрів. Про нього відомо замало. Ймовірно брав участь у змові проти верховного князя Пжибігнєва у 1028 році. Після цього розділив володарування над ободритами разом з Ратибором і Гнєвошем.
У 1036 році разом зі своїми співволодарями Онодраг був присутній у Гамбурзі, де склав присягу вірності Бернарду II, герцогу Саксонії. Про подальшу долю відомо замало. Можливо, став боротися за одноосібну владу. До 1040 року перестав бути князем: помер або загинув.